# Bymainiella monteithi
Espèce
Bymainiella monteithi est une espèce d'araignées mygalomorphes de la famille des Hexathelidae.

## Distribution
Cette espèce est endémique d'Australie. Elle se rencontre en Nouvelle-Galles du Sud et au Queensland.

## Publication originale
- Raven, 1978 : Systematics of the spider subfamily Hexathelinae (Dipluridae: Mygalomorphae: Arachnida). Australian Journal of Zoology Supplementary Series, no 65, p. 1-75.